# Eisbein

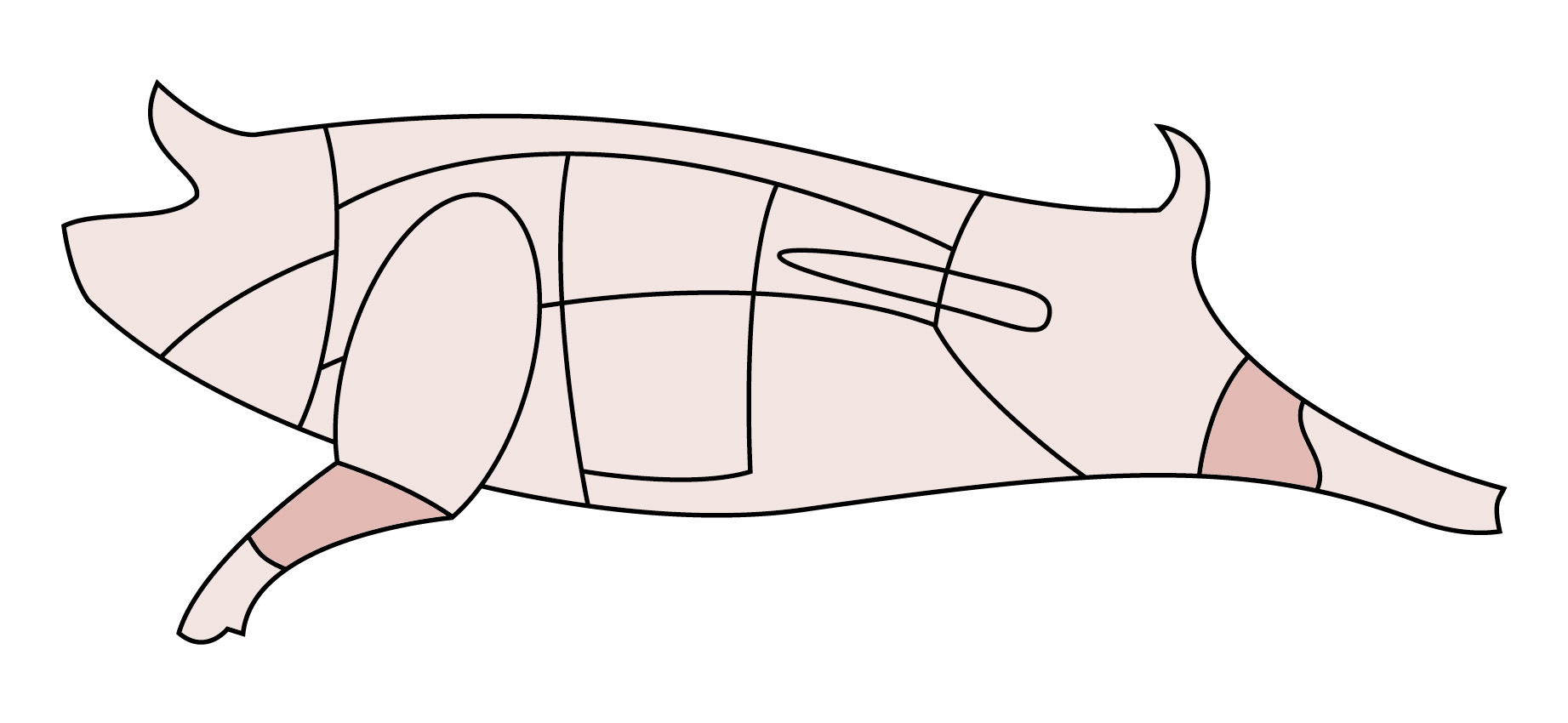

Eisbein is het deel van de varkenspoot dat zich tussen het knie- of ellebooggewricht en het spronggewricht bevindt.

## Bekendheid en naamgeving
Eisbein is in Duitsland ook bekend onder de namen Hachse, Haxe, Haxn dan wel  Schweinshaxe, Knöchla, Hechse, Hämmchen, Bötel.
In Hessen wordt het Haspel, in Oostenrijk Stelze en in Beieren Schweinshaxn genoemd. In Franken noemt men het Knöchla of Adlerhaxe.
Het Zwitserse Gnagli of Wädli is een vleesgerecht.

## Omschrijving
Eisbein is goed vlezig en omgeven door een dikke laag vet. Anders dan bij het kalf of het lam is de achterpoot van het varken kleiner dan de vlezige voorpoot. Het vlees is zeer zacht en aromatisch maar vraagt een lange gaartijd. Het vlees moet, ongeacht de gebruikte gaarmethode, makkelijk loslaten van het bot.

## Bereiding
De bereiding verschilt per regio, er zijn echter twee hoofdvarianten. Terwijl het in Noord-Duitsland het vlees overwegend eerst een behandeling met pekel ondergaat en vervolgens wordt gekookt wordt het in Zuid-Duitsland, Tsjechië en Oostenrijk niet gepekeld, en wordt het vlees niet gekookt maar in de oven gebraden of gegrild waardoor de korst bros wordt.
Meestal wordt eisbein in hartige simpele gerechten gebruikt, in Berlijn wordt het bijv. geserveerd met een puree van erwten. In Franken serveert men het als "Kraut und Knöchla" met zuurkool en aardappelpuree of met brood.
Voor de Oostenrijkse bereiding ("Stelze") wordt het vaak eerst in een jus van knoflook en kümmel voorgekookt en vervolgens in de oven of op de grill bereid tot een knapperige korst ontstaat.
Stelze wordt traditioneel met mosterd en mierikswortel en in azijn ingelegde groenten geserveerd.
Eisbein wordt ook vaak in verenigingsverband genuttigd, aan dergelijke evenementen doen vaak meer dan 5000 leden mee. In Oostenrijk worden er ook vaak "Stelzenschnapsen" georganiseerd, wedstrijden waarbij een bekend Oostenrijks kaartspel wordt gespeeld en men een Stelze kan winnen.

## Etymologie
Eisbein
Voor de herkomst van het woord Eisbein zijn er verschillende verklaringen. Een daarvan is dat het afkomstig is van het gebruik van het scheenbeen om schaatsen van te maken, het Noorse woord islegg.
Een andere verklaring is dat eisbein teruggrijpt op het oude Hoogduitse woord ïsbēn, een term van jagers en artsen voor het heupbeen dat vermoedelijk is ontleend aan het Latijnse woord ischia heupgewricht of het Griekse ischion heup dat door significante verschuiving in het nieuwe Hoogduits nu onderbeen betekent.
Haxe
De woorden Hachse, Hechse en Haxe gaan terug tot het oud Hoogduitse hāhs(i)na, dat achillespees betekent. Mogelijkerwijs is er een verband met het Latijnse woord coxa, dat heup betekent..